# Porphyrinia arenosa
Porphyrinia arenosa är en fjärilsart som beskrevs av Rothschild 1920. Porphyrinia arenosa ingår i släktet Porphyrinia och familjen nattflyn. Inga underarter finns listade i Catalogue of Life.